# Champsodon nudivittis
Champsodon nudivittis är en fiskart som först beskrevs av Ogilby, 1895.  Champsodon nudivittis ingår i släktet Champsodon och familjen Champsodontidae. Inga underarter finns listade i Catalogue of Life.